# Роберт Морено
Роберт Морено Гонсалес (ісп. Robert Moreno González, нар. 19 вересня 1977, Л'Успіталет-да-Любрагат) — іспанський футбольний тренер. Останнім клубом, який очолював Морено було «Монако».

## Кар'єра
Морено розпочав свою тренерську кар'єру в скромних командах каталонського футболу, зокрема в 2003 році, коли він очолив Penya Blaugrana Collblanc, після чого працював у клубах «Оспіталет», «Кастельдафелс» і «Дамм».
З 2011 року став працювати у тренерському штабі Луїса Енріке, з яким працював у «Ромі» (2011—2012), «Сельті» (2013—2014) і «Барселоні» (2014—2017).
У сезоні 2017/18 був помічником Хуана Карлоса Унсуе в «Сельті», після чого повернувся до співпраці з Луїсом Енріке, ставши його помічником в національній збірній Іспанії. 19 червня 2019 року Морено був призначений головним тренером збірної Іспанії, після того як Луїс Енріке вирішив покинути збірну через особисті проблеми, пов'язані із хворобою дочки. Під керівництвом Морено «червона фурія» провела дев'ять матчів, здобувши в них сім перемог і двічі зігравши внічию і кваліфікувалася на Євро-2020. Проте 19 листопада 2019 року він поступився посадою головного тренера Енріке, який повернувся до роботи, оскільки в серпні його дочка все ж померла. Морено ж не був включений до нового тренерського штабу, оскільки Енріке назвав його «нелояльним».
28 грудня 2019 року Морено був призначений головним тренером клубу французької Ліги 1 «Монако». 18 липня 2020 Роберта було звільнено.